# وقتی کاملیا شکوفا می‌شود
وقتی کاملیا شکوفا می‌شود (کره‌ای: 동백꽃 필 무렵) مجموعهٔ تلویزیونی محصول کره جنوبی در سال ۲۰۱۹ با بازی گونگ هیو جین، کانگ ها نول، کیم جی سوک، سون دام بی و کیم کانگ هون است. این مجموعه از ۱۸ سپتامبر تا ۲۱ نوامبر ۲۰۱۹، روزهای چهارشنبه و پنجشنبه ساعت ۲۲:۰۰ (کی‌اس‌تی) از کی‌بی‌اس۲ پخش شد. هر قسمت پس از پخش تلویزیونی، از نتفلیکس در کره جنوبی و بیشتر مناطق آسیا-اقیانوسیه و کشورهای انگلیسی‌زبان پخش شد.

## خلاصه داستان
اوه دونگ بک (گونگ هیو جین) یک مادر مجرد است که به شهر  اونگسان نقل مکان می‌کند و باری به نام کاملیا باز می‌کند. دونگ بک با چالش های زیادی روبرو می شود و با شخصیت های رنگارنگ مختلفی روبرو می شود و سعی می کند در شهر کوچک ساکن شود و مشکلات را حل کند. شش سال بعد او با یونگ شیک (کانگ ها نول) یک افسر پلیس عدالت خواه اما بازیگوش آشنا می شود و یونگ شیک عشق خود را به دونگ بک اعتراف می کند. در همین حال، یک قاتل سریالی تصمیم می گیرد که دونگ بک را به قتل برساند.

## بازیگران

### اصلی
- گونگ هیو جین در نقش اوه دونگ بک[۷]
- کانگ ها نول در نقش هوانگ یونگ شیک[۷]
- کیم جی سوک در نقش کانگ جونگ ریول[۸]
- سون دام بی در نقش چوی هیانگ می / چوی گو وون[۹]
- کیم کانگ هون در نقش کانگ پیل گو
- اوه جونگ سه در نقش نو گی ته
- لی جونگ اون در نقش جو جونگ سوک
- گو دو شیم در نقش کواک دو سو
- یوم هه ران در نقش هونگ جا یونگ
- جون به سو در نقش افسر پلیس
- کیم سون یونگ در نقش پارک چان سوک
- جونگ گا رام در نقش بزرگسالی پیل گو